# Championnat d'Albanie masculin de volley-ball

## Généralités
Le championnat d'Albanie de première division de volley-ball, est la plus importante compétition nationale organisée par la Fédération albanaise de volley-ball (Federata Shqiptare e Volejbollit, FSHV) ; il a été créé en 1946.

## Palmarès
| Année | Champion          | Finaliste        | Troisième    |
| ----- | ----------------- | ---------------- | ------------ |
| 1946  | Lokomotiva Durrës |                  |              |
| 1947  | 17 Nëntori Tirana |                  |              |
| 1948  | 17 Nëntori Tirana |                  |              |
| 1949  | 17 Nëntori Tirana |                  |              |
| 1950  | Partizani Tirana  |                  |              |
| 1951  | Lokomotiva Durrës |                  |              |
| 1952  | Partizani Tirana  |                  |              |
| 1953  | Partizani Tirana  |                  |              |
| 1954  | Partizani Tirana  |                  |              |
| 1955  | Partizani Tirana  |                  |              |
| 1956  | Dinamo Tirana     |                  |              |
| 1957  | 17 Nëntori Tirana |                  |              |
| 1958  | Partizani Tirana  |                  |              |
| 1959  | Partizani Tirana  |                  |              |
| 1960  | Partizani Tirana  |                  |              |
| 1961  | Partizani Tirana  |                  |              |
| 1962  | Partizani Tirana  |                  |              |
| 1963  | Lokomotiva Durrës |                  |              |
| 1964  | Dinamo Tirana     |                  |              |
| 1965  | Dinamo Tirana     |                  |              |
| 1966  | Dinamo Tirana     |                  |              |
| 1967  | Dinamo Tirana     |                  |              |
| 1969  | Dinamo Tirana     |                  |              |
| 1970  | Dinamo Tirana     |                  |              |
| 1971  | Dinamo Tirana     |                  |              |
| 1972  | Dinamo Tirana     |                  |              |
| 1973  | Partizani Tirana  |                  |              |
| 1974  | Dinamo Tirana     |                  |              |
| 1975  | Dinamo Tirana     |                  |              |
| 1976  | Partizani Tirana  |                  |              |
| 1977  | Dinamo Tirana     |                  |              |
| 1978  | Dinamo Tirana     |                  |              |
| 1979  | Dinamo Tirana     |                  |              |
| 1980  | Dinamo Tirana     |                  |              |
| 1981  | Partizani Tirana  |                  |              |
| 1982  | Dinamo Tirana     |                  |              |
| 1983  | Dinamo Tirana     |                  |              |
| 1984  | Dinamo Tirana     |                  |              |
| 1985  | Dinamo Tirana     |                  |              |
| 1986  | Dinamo Tirana     |                  |              |
| 1987  | 17 Nëntori Tirana |                  |              |
| 1988  | 17 Nëntori Tirana |                  |              |
| 1989  | Dinamo Tirana     |                  |              |
| 1990  | Dinamo Tirana     |                  |              |
| 1991  | Dinamo Tirana     |                  |              |
| 1992  | Tirana Tirana     |                  |              |
| 1993  | Tirana Tirana     |                  |              |
| 1994  | Tirana Tirana     |                  |              |
| 1995  | Studenti Tirana   |                  |              |
| 1996  | Olimpik Tirana    |                  |              |
| 1997  | Erzeni Shijak     |                  |              |
| 1998  | Erzeni Shijak     |                  |              |
| 1999  | Erzeni Shijak     |                  |              |
| 2000  | Studenti Tirana   |                  |              |
| 2001  | Teuta Durrës      |                  |              |
| 2002  | Studenti Tirana   |                  |              |
| 2003  | Studenti Tirana   |                  |              |
| 2004  | Studenti Tirana   |                  |              |
| 2005  | Studenti Tirana   |                  |              |
| 2006  | Dinamo Tirana     |                  |              |
| 2007  | Studenti Tirana   |                  |              |
| 2008  | Studenti Tirana   |                  |              |
| 2009  | Studenti Tirana   |                  |              |
| 2010  | Studenti Tirana   | Vllaznia Shkoder | Teuta Durrës |
| 2011  | Teuta Durrës      | Studenti Tirana  |              |
| 2012  | Studenti Tirana   | Teuta Durrës     |              |
| 2013  | Studenti Tirana   |                  |              |
| 2014  | Studenti Tirana   |                  |              |
| 2015  | Studenti Tirana   |                  |              |
| 2016  | Studenti Tirana   |                  |              |
| 2017  | Vllaznia Shkoder  |                  |              |
| 2018  | Erzeni Shijak     |                  |              |
| 2019  | Partizani Tirana  |                  |              |

## Équipes Saison 2010-2011
- Studenti Tirana
- Vllaznia Shkodër
- SK Tirana
- Teuta Durrës
- Dinamo Tirana
- Shkënderbeu Korçë
- Flamurtari Vlorë
- Elbasani Elbasan